# Sirinopteryx quadripunctata
Sirinopteryx quadripunctata är en fjärilsart som beskrevs av Moore 1867. Sirinopteryx quadripunctata ingår i släktet Sirinopteryx och familjen mätare. Inga underarter finns listade i Catalogue of Life.